# BMW X3 (G45)
BMW X3 (внутрішнє позначення: G45, версія з подовженою колісною базою: G48) — позашляховик від німецького автовиробника BMW і наступник третього X3 (G01).

## Історія

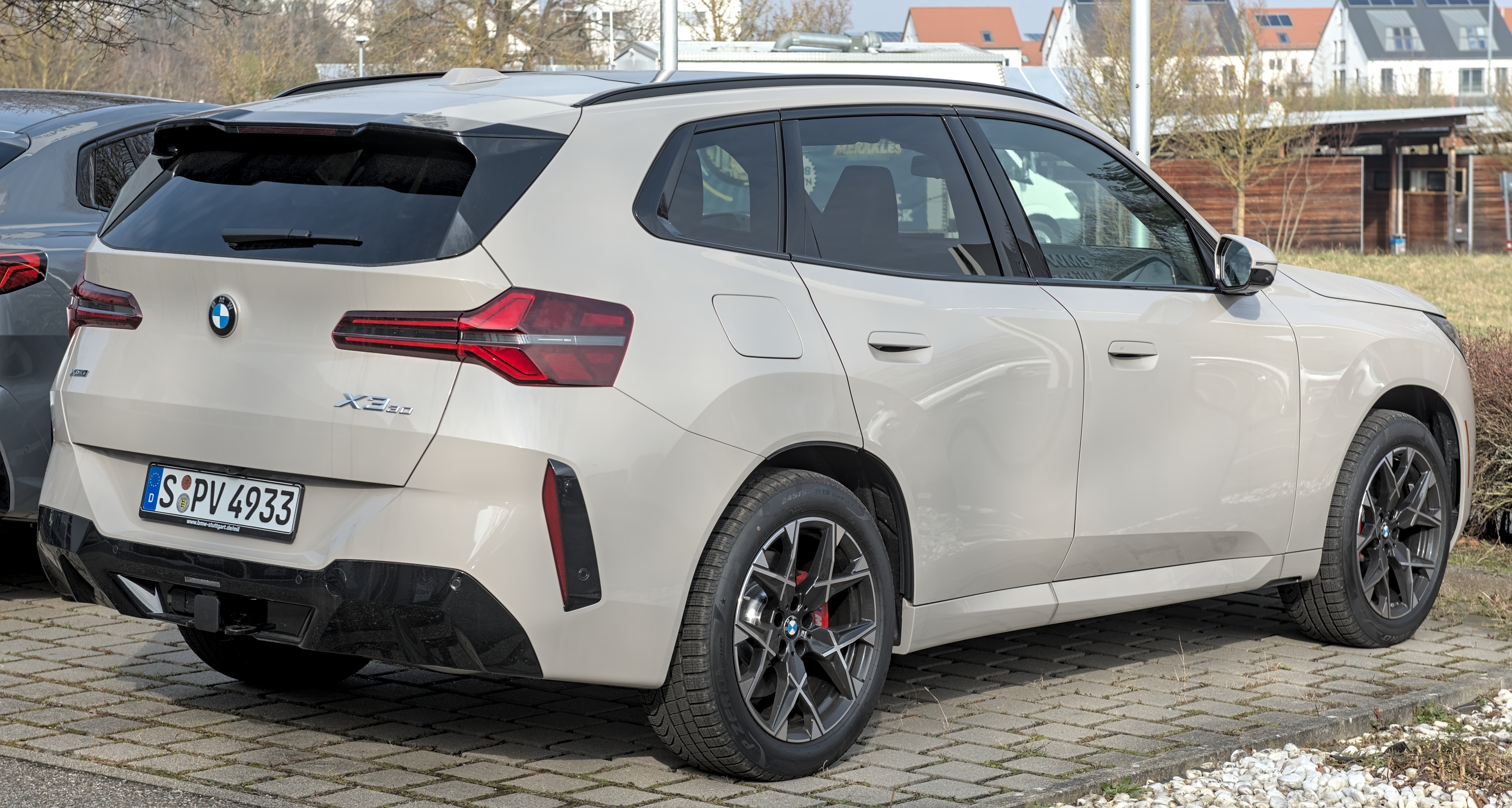

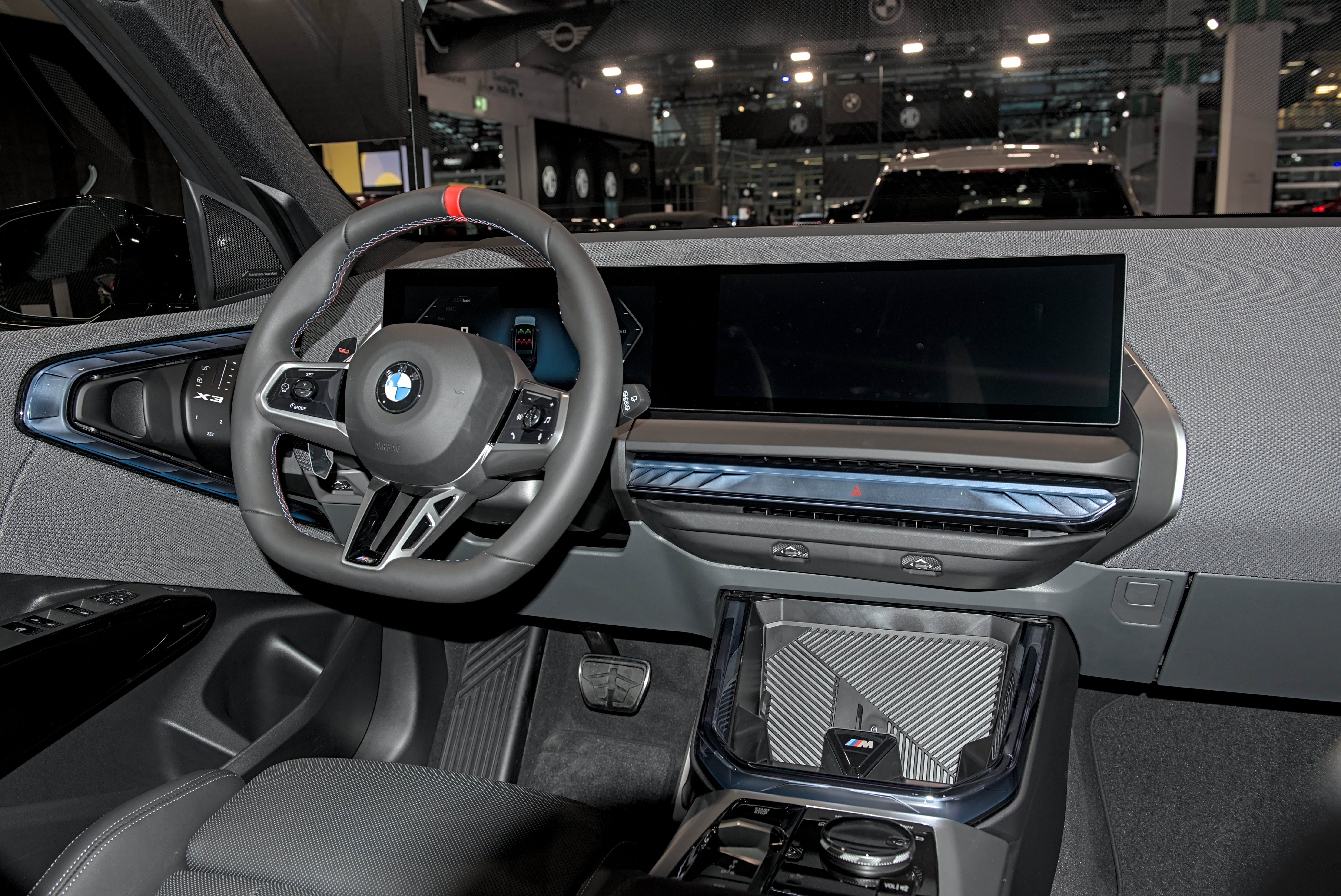

19 червня 2024 року BMW представила новий X3. Кросоверу модернізували стабілізатори поперечної стійкості та замінили кермовий механізм на систему EPSapa з осьовим паралельним рейковим приводом — це, як обіцяють у компанії, зробить керування автомобілем точнішим. 
Поліпшили й аеродинаміку: коефіцієнт опору повітрі тепер становить 0,27, що на 0,02 менше ніж раніше. Цього інженери досягли, оптимізувавши форму кузова і днища, а також переглянувши конструкцію активних заслінок у решітці радіатора.
У салоні кросовера покоління G45 з'явився вигнутий екран мультимедійної системи на BMW Operating System 9, що поєднує цифрову приладову панель та основний тачскрин. Заявлено оновлення «по повітрю», навігація з доповненою реальністю, доступ до програм, потокової музики та ігор. З допоміжних систем новому X3 доступний адаптивний круїз-контроль та функція запобігання зіткненням, яка тепер розпізнає не лише пішоходів та велосипедистів, але також самокатників та мотоциклістів. 
Щодо силових установок, то всі вони електрифіковані. Бензинова «турбочетвірка» 2.0 на X3 20 xDrive видає 190 кінських сил і 310 Нм моменту, дозволяючи розганятися до «сотні» за 7,8 секунди. У розпорядженні гібридного X3 30e xDrive 299 сил та 450 Нм моменту, а до ста він прискорюється за 6,2 секунди. Дизель у гамі поки тільки один: дволітрова «бітурбочетвірка», що розвиває 197 сил та 400 Нм. З таким двигуном розгін до 100 кілометрів на годину займе 7,7 секунди. 
19 липня 2024 BMW сказали, що припинять виробництво бензинового X3M.

## Двигуни
- 20 xDrive 2.0 л BMW B48 І4 208 к.с. 330 Нм
- 30 xDrive 2.0 л BMW B48 І4 258 к.с. 400 Нм
- M50 xDrive 3.0 л BMW B58 І6 398 к.с. 580 Нм
- 30e xDrive 2.0 л BMW B48 І4 + електродвигун 299 к.с. 450 Нм
- 20d xDrive 2.0 л BMW B47 І4 197 к.с. 400 Нм
- 40d xDrive 3.0 л BMW B57 І6 303 к.с. 670 Нм